# Коможе-Пшибиславські
Коможе-Пшибиславські (пол. Komorze Przybysławskie, нім. Niederland) — село в Польщі, у гміні Жеркув Яроцинського повіту Великопольського воєводства.
Населення — 558 осіб (2011).
У 1975-1998 роках село належало до Каліського воєводства.

## Демографія
Демографічна структура станом на 31 березня 2011 року:
|          | Загалом | Допрацездатний вік | Працездатний вік | Постпрацездатний вік |
| -------- | ------- | ------------------ | ---------------- | -------------------- |
| Чоловіки | 282     | 64                 | 193              | 25                   |
| Жінки    | 276     | 53                 | 167              | 56                   |
| Разом    | 558     | 117                | 360              | 81                   |